# Оптичне накачування

Оптичне накачування лазерного стрижня (знизу) з дуговою лампою (зверху). Позначення: червоний — гаряча поверхня; синій — холодна поверхня; зелений — потік світла; незелені стрілки — потік води; суцільні кольори — метал; світлі кольори — плавлений кварц.

Оптичне накачування (помпування) — це процес, в якому світло використовується для переведення (або «помпування») електронів з нижчого енергетичного рівня в атомі або молекулі на вищий. Він зазвичай використовується у конструкції лазерів, для накачування активного середовища лазера з метою досягнення інверсії заселеності. Техніка була розроблена на початку 1950-х років Нобелівським лауреатом 1966 року Альфредом Кастлером .
Оптичне накачування також використовується для циклічного накачування електронів, зв'язаних в межах атома або молекули, до чітко визначеного квантового стану. Для найпростішого випадку когерентного дворівневого оптичного накачування виду атому, що містить один електрон зовнішньої оболонки, це означає, що електрон когерентно накачується в єдиний надтонкий підрівень (позначений {\displaystyle m_{F}\!}), який визначається поляризацією лазеру накачування та правилами квантового відбору . При оптичному накачуванні атом орієнтований на конкретний підрівень {\displaystyle m_{F}\!}, однак через циклічну природу оптичного накачування пов'язаний електрон буде фактично зазнавати повторного збудження і розпаду між підрівнями верхнього і нижнього стану. Частота і поляризація лазера накачування визначають, на який підрівень {\displaystyle m_{F}\!} орієнтований атом.
На практиці повністю когерентне оптичне накачування може не відбуватися внаслідок силового розширення ширини лінії переходу та небажаних ефектів, таких як захоплення надтонкої структури та захоплення радіації . Тому орієнтація атома залежить, як правило, від частоти, інтенсивності, поляризації, спектральної смуги пропускання лазера, а також від ширини ліній і ймовірності переходу поглинаючого переходу.
Експеримент по оптичному накачуванню найчастіше можна побачити в лабораторіях студентів-фізиків, де використовують ізотопи газу рубідію і демонструють здатність радіочастотного (МГц) електромагнітного випромінювання ефективно накачувати і відкачувати ці ізотопи.

## Примітка
1. ↑  Lamp 4462 (gif). sintecoptronics.com. Процитовано 27 грудня 2018.
2. ↑  Taylor, Nick (2000). LASER: The inventor, the Nobel laureate, and the thirty-year patent war. New York: Simon & Schuster. ISBN 0-684-83515-0.
3. ↑  Demtroder, W. (1998). Laser Spectroscopy: Basic Concepts and Instrumentation. Berlin: Springer.